# Антимониды
Антимони́ды (стиби́ды)  — группа химических соединений  сурьмы с другими элементами (как правило 
интерметаллические).
По свойствам близки к антимонидам антимонохалькогениды MSbX, где X = S, Se, Те. Эти соединения металлоподобны или являются полупроводниками, при низких температурах некоторые из них становятся сверхпроводниками.

## Свойства различных антимонидов
| Показатель                                | AlSb   | GaSb   | InSb         | ZnSb | CdSb  | Cs3Sb   | NiSb  |
| ----------------------------------------- | ------ | ------ | ------------ | ---- | ----- | ------- | ----- |
| tпл., °C                                  | 1060   | 712    | 525.2        | 546  | 456   | 725     | 1160  |
| ρ, г/см³                                  | 4,218  | 5,6137 | 5,7751       | 6,36 | 6,66  | 4,46    | 8,69  |
| Твердость по Моосу                        | 4,8    | 4,5    | 3,8          | —    | —     | —       | 5,5   |
| ΔH°обр., кДж/моль                         | -49,23 | -44,2  | -30,66       | -17  | -25,6 | -200    | -66,2 |
| S°298, Дж/(моль·К)                        | 64,36  | 76,17  | 87,444       | 89,6 | 94,7  | 226     | —     |
| ΔH°пл., кДж/моль                          | 82,1   | 65,19  | 47,7         | —    | 32,1  | —       | —     |
| Ширина запрещённой зоны (300 К), эВ       | 1,6    | 0,79   | 0,18         | 0,44 | 0,56  | 1,6     | —     |
| Подвижность электронов (300 К), см²/(В·с) | 200    | 4000   | 1⋅106 (77 K) | —    | —     | —       | —     |
| Подвижность дырок (300 К), см²/(В·с)      | 330    | 800    | 9100 (77 K)  | 575  | 1980  | 200-600 | —     |

- Антимонид алюминия AlSb — темно-серые с синеватым отливом кристаллы с металлическим блеском, решетка кубическая (а = 0,61355 нм); перспективный материал для солнечных батарей и электронных приборов, работающих при температурах до 500 °C.
- Антимонид цинка ZnSb — серый кристалл с металлическим блеском, решетка ромбическая (а= 0,6128 нм, b = 0,7741 нм, с = 0,8115 нм); материал для термоэлектрических приборов.
- Антимонид цезия Cs3Sb — чёрные кристаллы с металлическим блеском, решетка кубическая (а = 0,9180 нм); используется для изготовления фотоэмиттеров с высоким квантовым выходом.
- Антимониды Cd и Mg, а также тройные соединения типа ZnSnSb2 — перспективные полупроводниковые материалы.
- Th3Sb4 может использоваться в качестве высокотемпературного термоэлектрического материала.
- NiSb также как и др.
- Антимониды с металлической проводимостью (CrSb, CoSb) предложено использовать как компоненты эвтектичечких композиций с InSb и GaSb для магнитосопротивлений, детекторов ИК-излучения и др.

Основную опасность при работе с антимонидами представляет H3Sb, выделяющийся при действии воды или кислот на антимониды.
Большинство антимонидов переходных элементов металлоподобны, некоторые соединения MSb2 и особенно MSb3 — полупроводники, причем с увеличением атомной массы металла в пределах группы ширина запрещённой зоны возрастает. Некоторые антимониды при низких температурах становятся сверхпроводниками, наиболее высокие температуры перехода у Nb5Sb4 — (8,60 К), Ti3Sb — (5,80 К). 
Некоторые антимониды — антиферромагнетики с относительно высокими точками Нееля:
- 723 К для CrSb,
- 213 К для USb.

Другие, например, MnSb, MnSb2 — ферромагнетики, для которых характерны анизотропия магнитных свойств и изменение с температурой направления наибольшей магнитной восприимчивости.
Известен ряд двойных антимонидов, например: LiCdSb, K2CuSb2, BaZn2Sb2, TiSnSb, ZnSnSb2, NbSnSb H3Si3Sb5.
Триантимонид тетрасамария при температуре 168 К переходит в ферромагнитное состояние

## Использование
- Антимонид галлия — для создания светодиодов, работающих в инфракрасной области спектра, туннельных диодов.
- Антимонид индия — в полупроводниковых инфракрасных фоточувствительных датчиках,
- Антимонид цинка — в транзисторах, инфракрасных детекторах и тепловизорах, а также магниторезистивных устройств.

### Химические свойства
Антимониды щелочных и в несколько меньшей степени щелочно-земельных металлов химически очень активны, легко окисляются, гидролизуются водой с выделением H3Sb. Антимониды Mg и Аl менее активны, но легко разлагаются разбавленными кислотами. Все остальные антимониды взаимодействуют только с концентрированными кислотами или царской водкой. С увеличением содержания Sb в антимонидах их химическая устойчивость повышается. Некоторые антимониды, в частности образуемые щелочными металлами, растворяются в солевых расплавах, например, в смесях LiCl и LiF или NaCl и NaI.

### Получение антимонидов
Антимониды синтезируют главным образом сплавлением компонентов в вакууме или в инертной атмосфере, иногда под слоем флюса (например, из NaCl, KCl, СаСl2, ВаСl2). Мелкие кристаллы и плёнки получают из газовой фазы — сублимацией компонентов или путём химических транспортных реакций. Монокристаллы выращивают методами направленной кристаллизации, вытягивания из расплава, горизонтальной зонной плавки. Эпитаксиальные плёнки получают вакуумным напылением, осаждением из жидкой и газовой фаз. Некоторые антимониды (например, SnSb, Cu2Sb) образуются в сплавах (баббитах, сурьмяных бронзах и др.).

### Нахождение в природе
Известно около 15 сравнительно редких минералов, относящихся к антимонидам, например:
- дискразит Ag3Sb;
- брейтгауптит NiSb[1];
- ульманит NiSbS.

## Примеры
- Диантимонид празеодима
- Диантимонид родия
- Тетраантимонид пентаниобия
- Триантимонид пентапразеодима
- Триантимонид пентасамария
- Триантимонид родия
- Триантимонид тетрапразеодима